# Doederleinia
Doederleinia és un gènere de peixos pertanyent a la família dels acropomàtids.

## Taxonomia
- Doederleinia berycoides (Hilgendorf, 1879)[4]
- Doederleinia gracilispinis (Fowler, 1943)
- Doederleinia orientalis (Steindachner & Döderlein, 1883)[5][6][7][8][9][10]